# Trzęsacz (województwo kujawsko-pomorskie)
Trzęsacz – wieś sołecka w Polsce, położona w województwie kujawsko-pomorskim, w powiecie bydgoskim, w gminie Dobrcz.

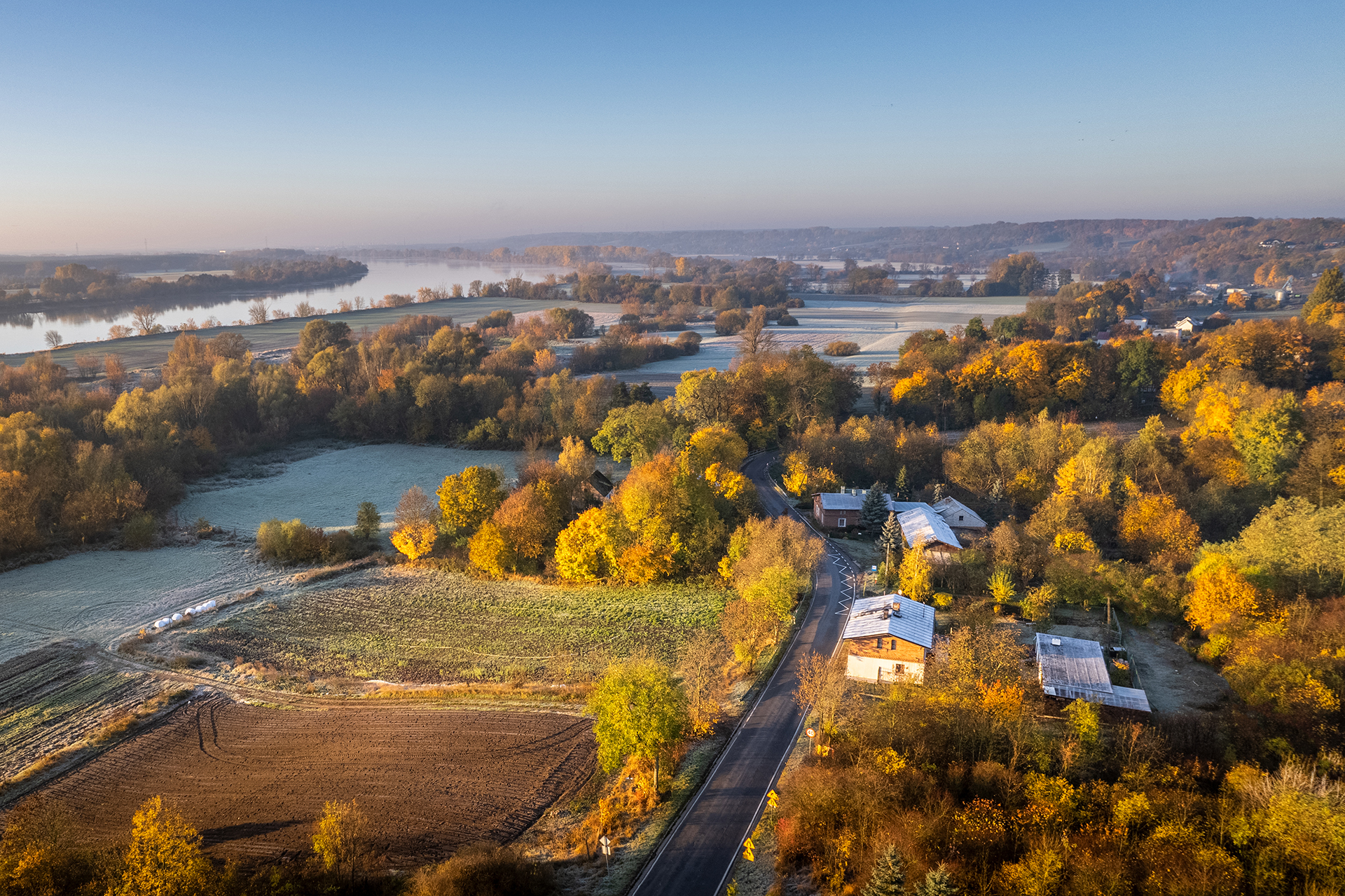
Panorama wsi

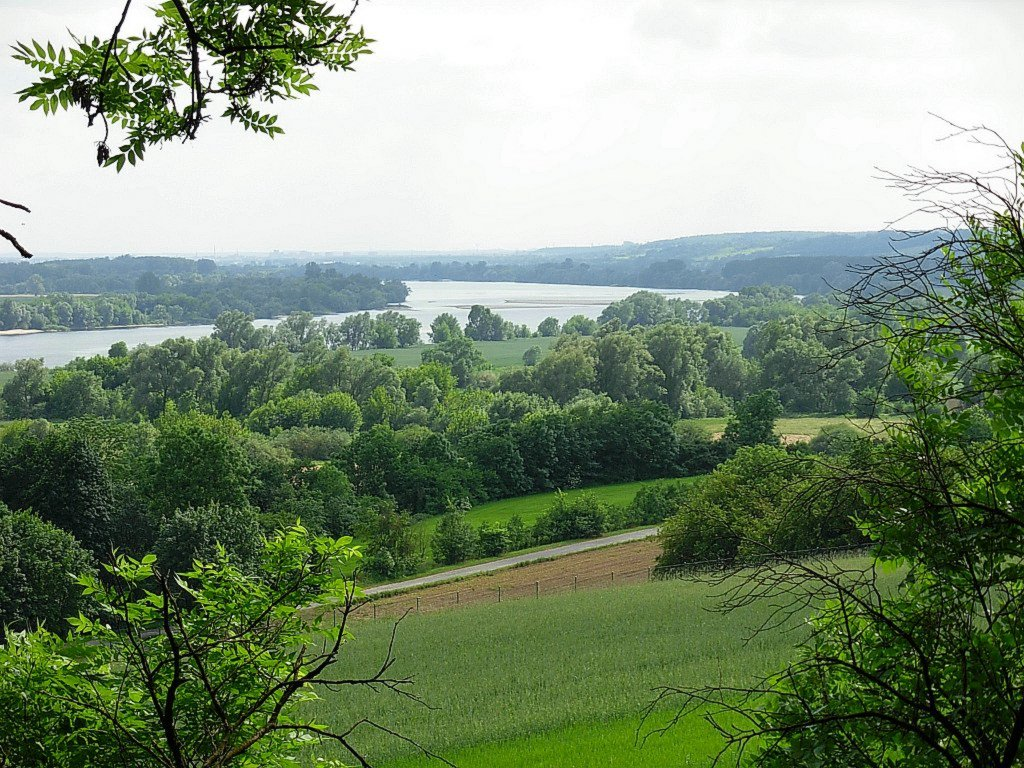
Strefa krawędziowa doliny Wisły

## Podział administracyjny

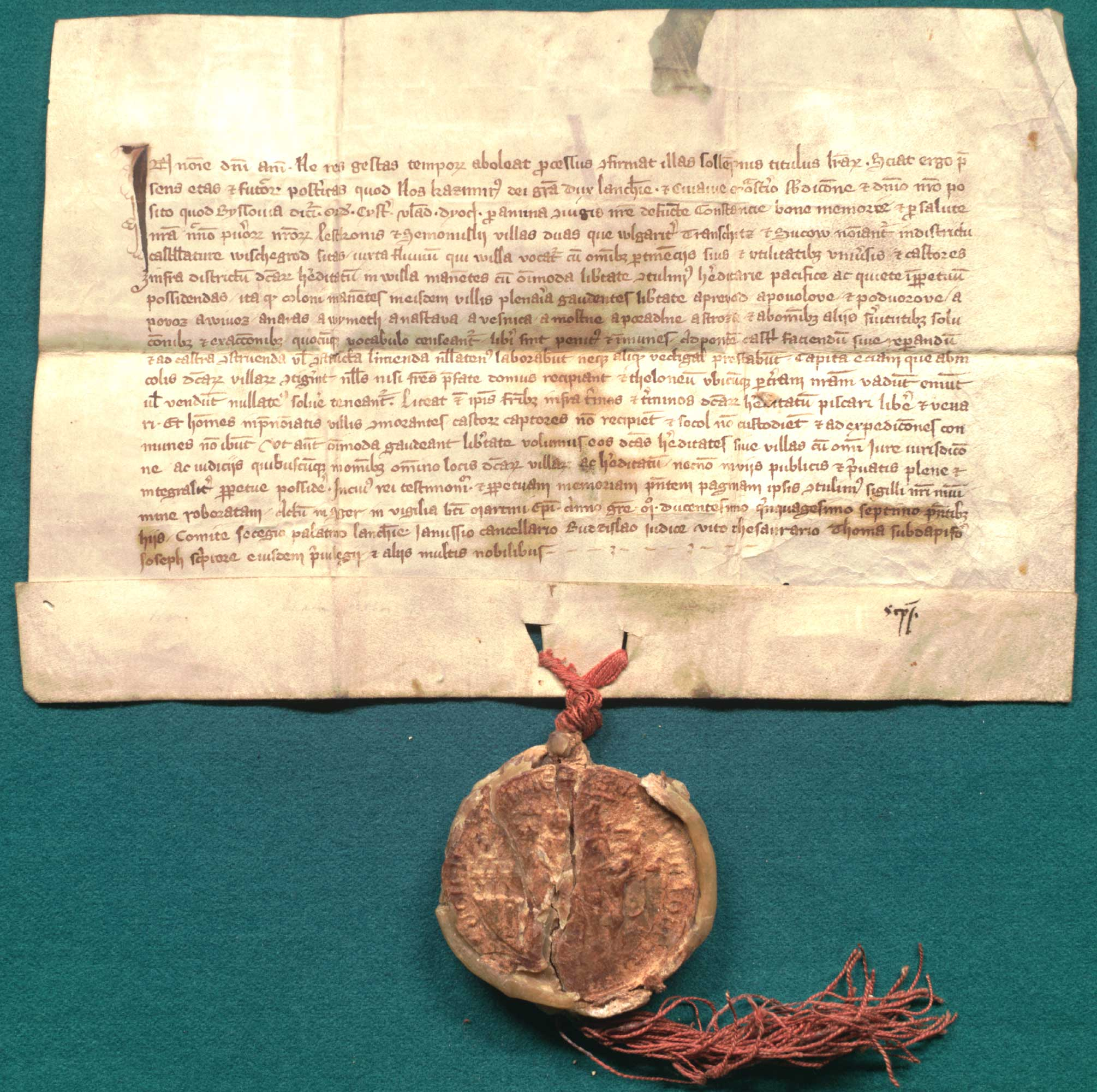
Kazimierz, książę łęczycki i kujawski nadaje klasztorowi cystersów w Byszewie dla zbawienia duszy zmarłej żony swej Konstancji, swego własnego oraz synów Leszka i Ziemomysła, wsie Trzęsacz i Żuków w kasztelanii wyszogrodzkiej z obszernymi swobodami, 1257

W latach 1975–1998 miejscowość położona była w województwie bydgoskim.
| SIMC    | Nazwa    | Rodzaj |
| ------- | -------- | ------ |
| 0084534 | Trzęsacz | wieś   |
| 0084540 | Zła Wieś | wieś   |

## Demografia
Według danych Urzędu Gminy Dobrcz (31 grudnia 2023 r.) sołectwo liczyło liczyła 279 mieszkańców.
| Miejscowość | Liczba mieszkańców |
| ----------- | ------------------ |
| Trzęsacz    | 269                |
| Zła Wieś    | 10                 |

## Historia
Wieś jest wzmiankowana w 1257 roku jako uposażenie opactwa cystersów w Byszewie.

## Zabytki
Według rejestru zabytków NID na listę zabytków wpisany jest zespół dworski, nr rej.: A/288/1-5 z 29.10.1991:
- dwór, 2 poł. XIX w., ok. 1900
- park, XIX/XX w.
- obora, 1876
- obora, 1883
- spichrz, 1856.

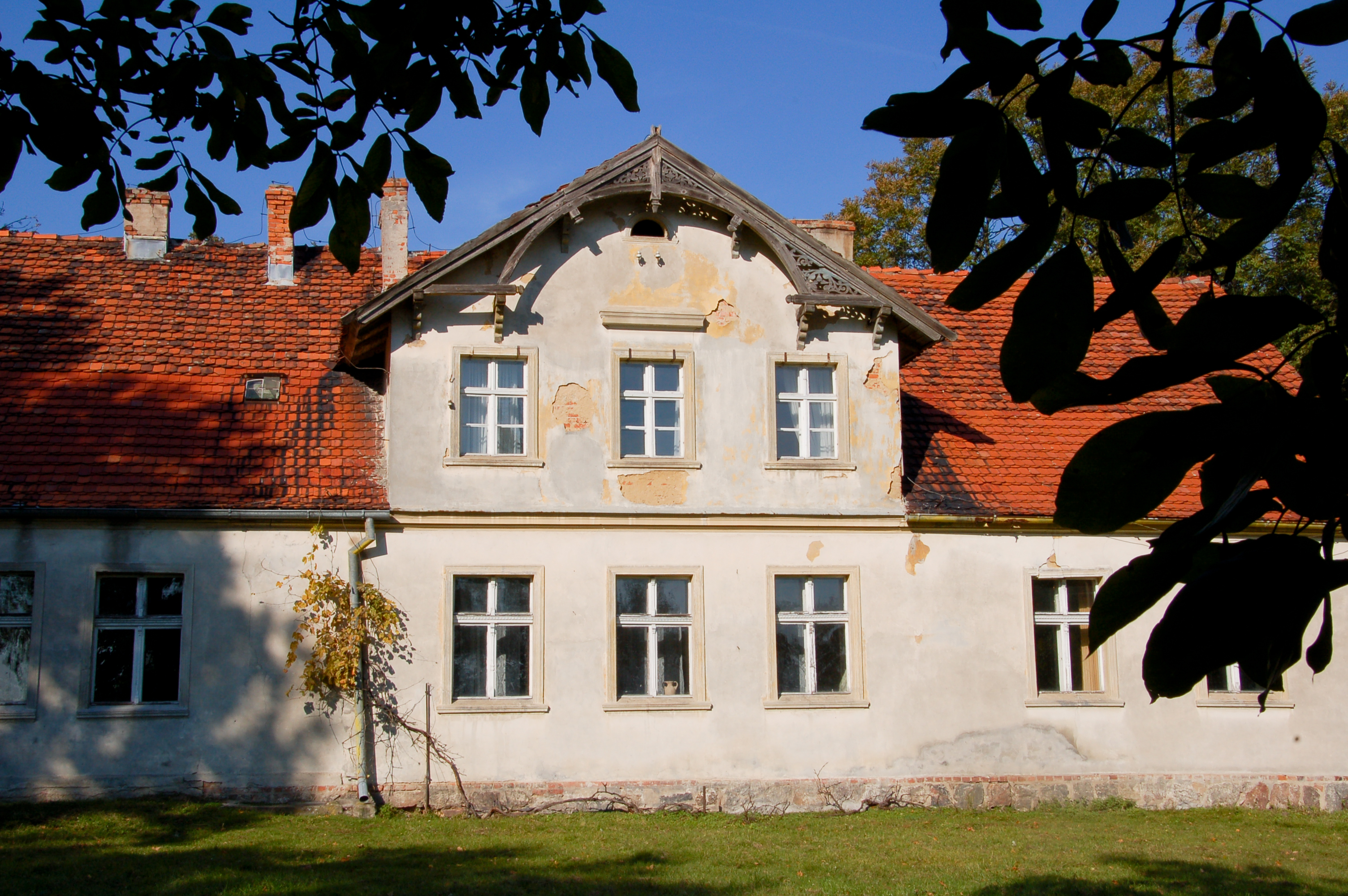
Tylna elewacja dworu
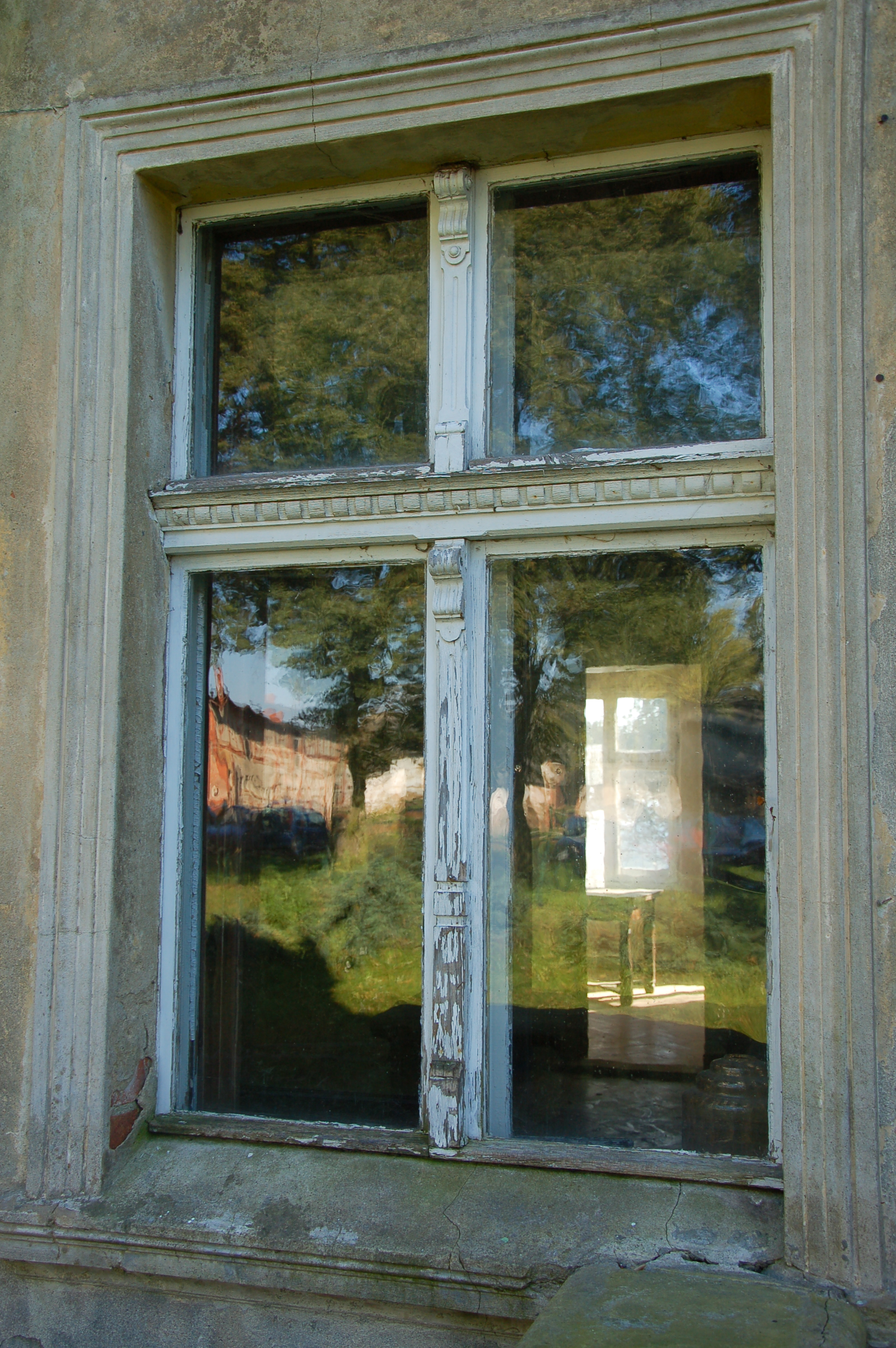
Jedno z okien
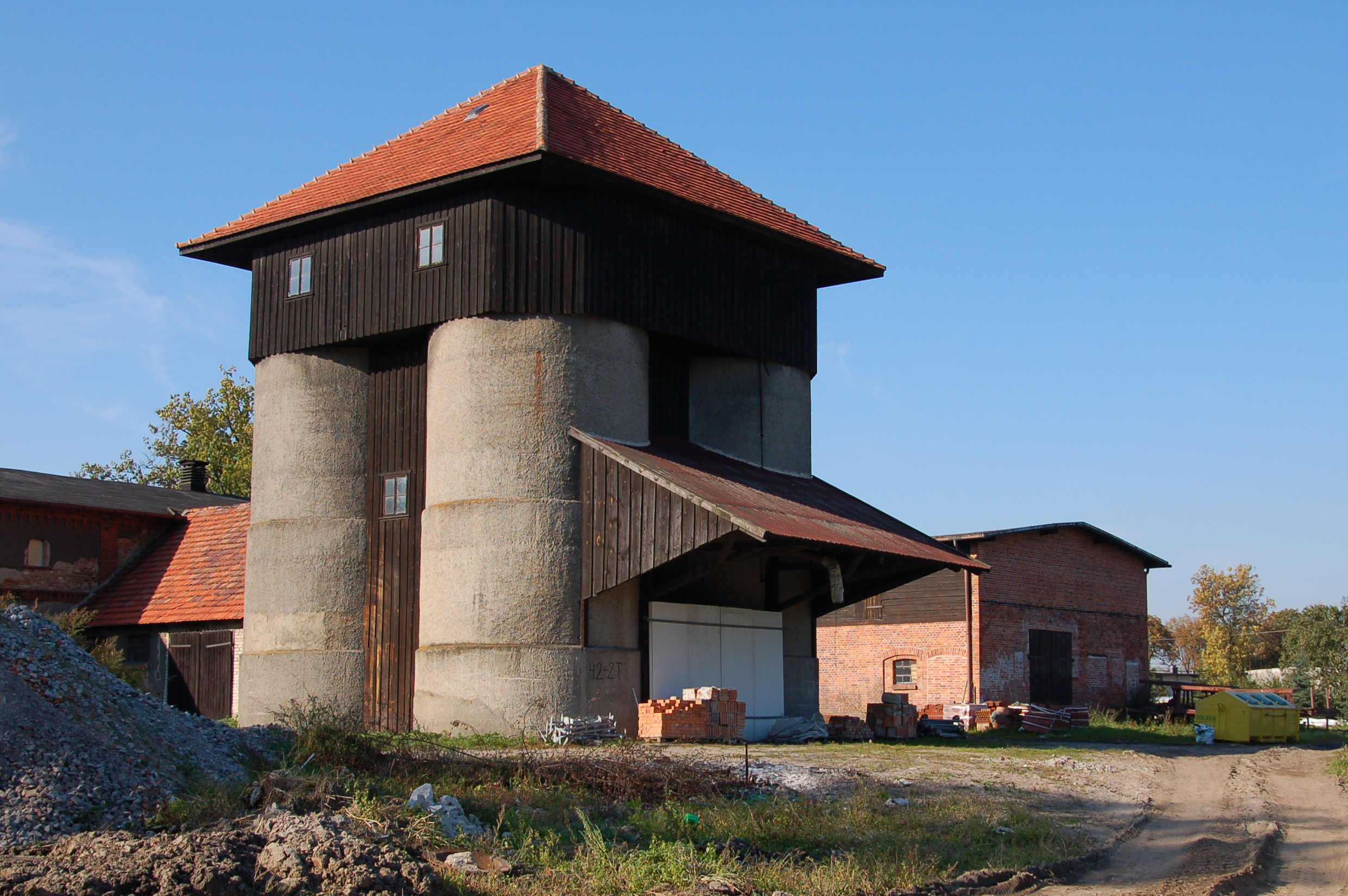
Spichrz
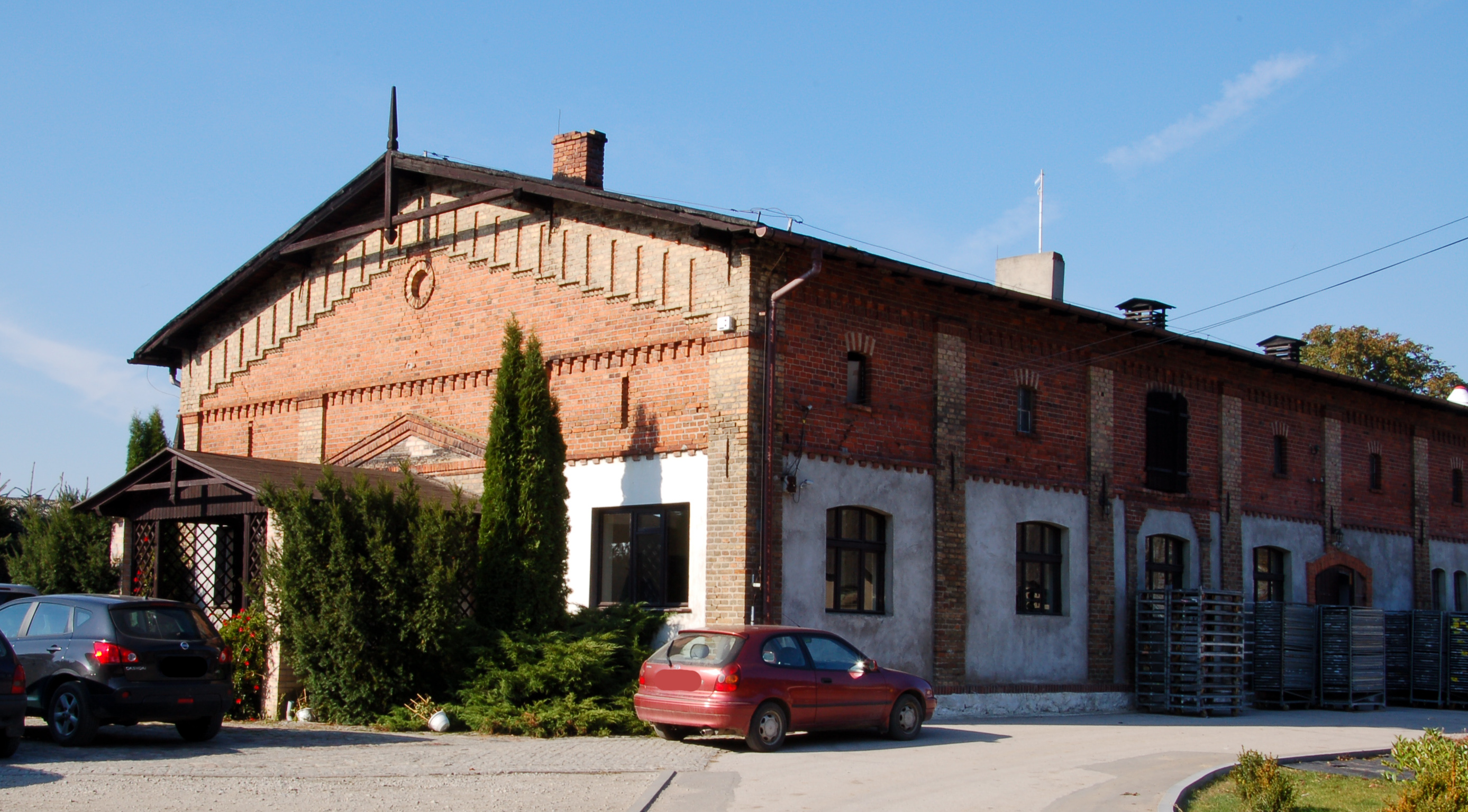
Obora
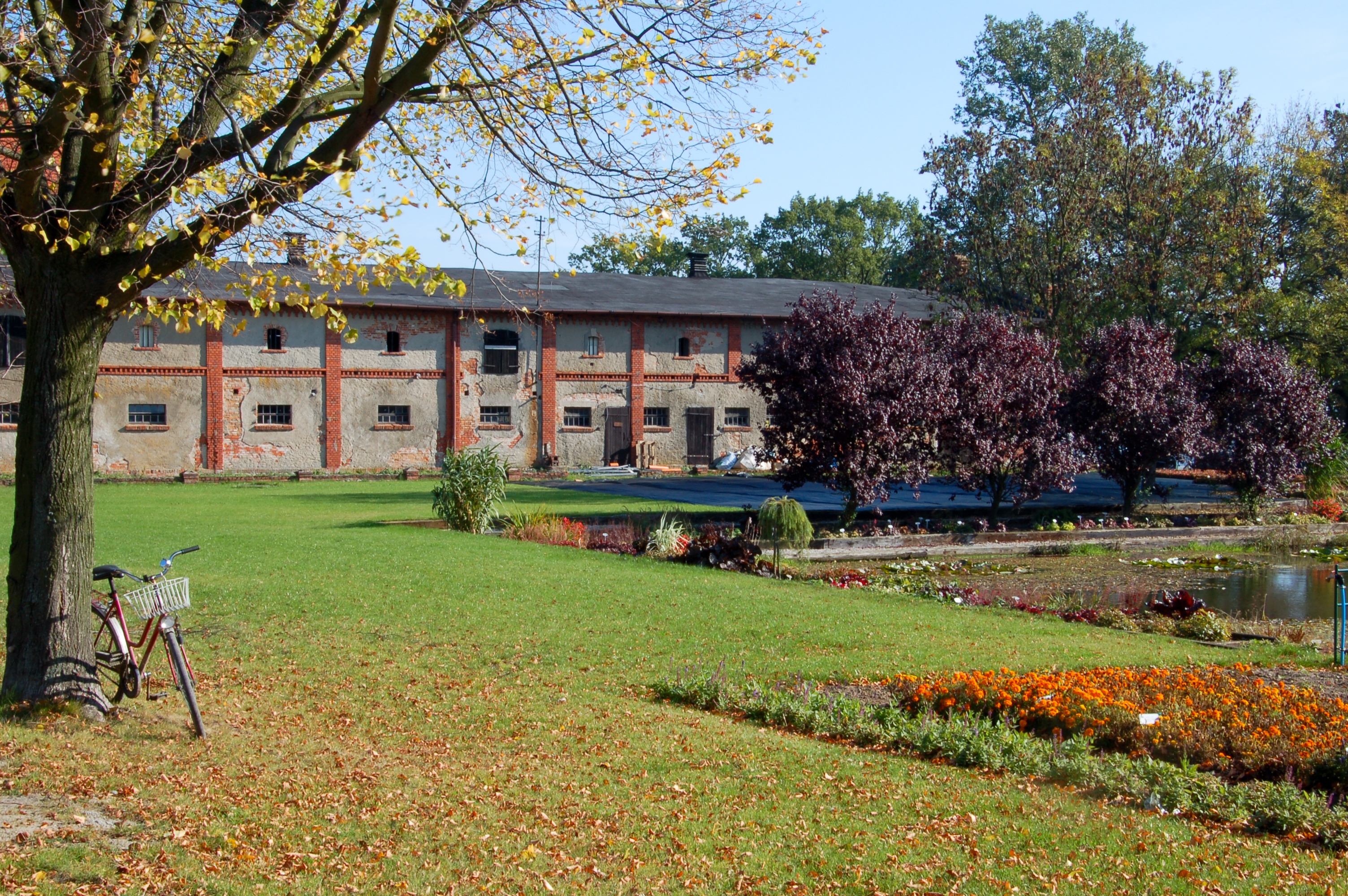
Zabudowania folwarczne

## Dawne cmentarze
Na terenie wsi zlokalizowany jest nieczynny cmentarz ewangelicki.

## Pomniki przyrody
W parku dworskim znajdują się 4 pomniki przyrody:
| Nr | Nazwa           | Sztuk | Obwód            | Zdjęcie |
| 1. | Dąb szypułkowy  | 3     | 296, 475, 528 cm |         |
| 2. | Jesion wyniosły | 1     | 348 cm           |         |